# 周康民
周康民（1909年—2001年），男，四川安县人，中国政治人物，曾任粮食部副部长，第四、五、六届全国政协委员。